# Orla Rosenhoff
Orla Albert Vilhelm Rosenhoff, född den 1 oktober 1844 i Köpenhamn, död den 4 juni 1905, var en dansk musiker, son till Claudius Rosenhoff.
Rosenhoff var 1881–1892 ordinarie lärare i harmonilära, kontrapunkt och fuga vid konservatoriet i Köpenhamn samt utövade i denna, sedermera privat fortsatta verksamhet betydligt inflytande på den yngre danska tonsättargenerationen. Han komponerade åtskillig orkester- och kammarmusik samt sånger och utgav studieverk.